# Lepthyphantes pannonicus
Lepthyphantes pannonicus là một loài nhện trong họ Linyphiidae.
Loài này thuộc chi Lepthyphantes. Lepthyphantes pannonicus được Gábor von Kolosváry miêu tả năm 1935.